# Scott William Winters
Scott William Winters (New York, 5 augustus 1965) is een Amerikaans acteur. Hij maakte in 1996 zijn film- en acteerdebuut met een naamloos rolletje in The People vs. Larry Flynt. Winters verscheen als wederkerend personage in verschillende televisieseries. Zijn omvangrijkste rol daarin is die als de door een hersenbeschadiging verstandelijk gehandicapt geraakte gevangene Cyril O'Reily in Oz.
Winters' oudere broer Dean is eveneens acteur en speelde samen met hem in Oz, als Cyril O'Reilly's sluwe en manipulatieve broer Ryan.

## Filmografie
*Exclusief televisiefilms
- Jay and Silent Bob Strike Back (2001)
- Good Will Hunting (1997)
- The People vs. Larry Flynt (1996)

## Televisieseries
*Exclusief eenmalige gastrollen
- Lincoln Heights - Lieutenant Pogue (2007, twee afleveringen)
- 24 - FBI-agent Samuels (2007, vier afleveringen)
- Dexter - Detective McNamara (2006, twee afleveringen)
- NYPD Blue - Detective Stan Hatcher (2004, zes afleveringen)
- 10-8: Officers on Duty - Senior Deputy Matt Jablonski (2003-2004, vijftien afleveringen)
- Oz - Cyril O'Reily (1998-2003, 45 afleveringen)
- Homicide: Life on the Street - Eddie Dugan (1997, twee afleveringen)

- Library of Congress Control Number: no2011053956
- Virtual International Authority File: 170244641
- WorldCat: E39PBJfcP6TvGMYrgwxc36Qpfq